# Omics Publishing Group
Omics Publishing Group (Eigenschreibweise OMICS) ist ein Zeitschriftenverlag für wissenschaftliche Veröffentlichungen. Der Sitz ist in Hyderabad, Indien. Tochtergesellschaften bzw. von Omics übernommeneUnternehmen sind Allied Academies, Conference Series LLC LTD, EuroSciCon LTD, Hilaris Publishing, iMedPub LTD, Longdom Publishing SL, Meetings International, Pulsus Group, Research & Reviews, SciTechnol, Trade Science Inc und Life Science Events..
Als Verlag und Konferenzveranstalter steht Omics wegen unseriöser Geschäftspraktiken in der Kritik und wird als „Raubverlag“ charakterisiert.
Nach einem Urteil von 2019 darf der Verlag in den USA nicht mehr tätig werden und muss 50 Millionen Dollar Strafe zahlen. Im Jahr 2020 bestätigte ein durch Omics angerufenes Berufungsgericht die Strafzahlung.

## Geschäftstätigkeit
Omics nahm seine Veröffentlichungstätigkeit im Jahr 2008 auf. Im Jahr 2015 führte der Verlag 700 Zeitschriften vornehmlich in den Bereichen Medizin, Ingenieurwissenschaften und Naturwissenschaften. Von diesen war allerdings die Hälfte nicht aktiv. Die Titel einiger Omics-Zeitschriften ahmen bestehende seriöse Fachzeitschriften nach. So gründete BioMed Central im Jahr 1995 das Journal of Biomedical Science, Omics brachte 2012 das Journal of Biomedical Sciences heraus.
Omics arbeitet nach dem Open-Access-Modell, bei dem Autoren gegen Gebühr wissenschaftliche Artikel veröffentlichen. Die Gebühren betragen zwischen einigen Hundert und 1700 Euro. Die Artikel sind online für jedermann ohne weitere Beschränkungen zugänglich.
Außerdem organisiert Omics wissenschaftliche Tagungen, Konferenzen und Workshops. Im Jahr 2017 waren es mehr als 3000 solcher Veranstaltungen. Sie trugen zu 60 % zum Umsatz bei.
Im Jahr 2016 hatte OMICS einen Umsatz von 11,6 Millionen US-Dollar und einen Gewinn von 1,2 Millionen.

## Kritik
Omics wird verbreitet als predatory publisher (Raubverlag) angesehen, der die wissenschaftliche Qualität der gegen Geld veröffentlichten Artikel entgegen seinen Behauptungen nicht überprüft. So boten Journalisten der Süddeutschen Zeitung vermeintlich wissenschaftliche Zeitschriftenartikel, die in Wirklichkeit nur „wissenschaftlich klingender“ Unsinn waren, zur Publikation an. Weder die erfundene Identität des Autors noch die seines Forschungsinstituts oder des Arbeitsergebnisses führten im angeblich durchgeführten Peer-Review-Begutachtungsverfahren zu einer Ablehnung durch die Zeitschrift, sondern es wurden lediglich redaktionelle Hinweise zur Verbesserung des Erscheinungsbildes gemacht. Nach der Zahlung einer Artikelgebühr wurde der Unsinn in einer Zeitschrift online publiziert. Auch bei Omics-Konferenzen werden unsinnige Beiträge akzeptiert, so computergenerierter Nonsens, oder Beiträge zum Beweis, dass Schweine fliegen können.
Kritisiert wurde außerdem, dass Wissenschaftler als Herausgeber von OMICS-Zeitschriften oder Redner auf Omics-Konferenzen aufgeführt werden, ohne dass die Betreffenden davon in Kenntnis gesetzt werden bzw. ihr Einverständnis eingeholt wurde.
Im Jahr 2016 reichte die US-amerikanische Handelsbehörde Federal Trade Commission eine gerichtliche Beschwerde gegen Omics ein mit dem Vorwurf der Täuschung. Im Jahr 2017 wurde eine einstweilige Verfügung erlassen, die es Omics unter anderem untersagt zu behaupten, ihre Zeitschriften würden Artikel einem Peer-Review durch fachkundige Gutachter unterziehen.